# Varangerhalvøya-Nationalpark
Der Varangerhalvøya Nationalpark (norwegisch Varangerhalvøya nasjonalpark, nordsamisch Várnjárga) ist ein Nationalpark in Norwegen. Der Park gehört zu den Gemeinden Båtsfjord, Nesseby, Vadsø und Vardø in der Provinz Finnmark.
Der Varangerhalvøya umfasst eine Fläche von 1.804 km² und wurde 2006 gegründet, um die nahezu unberührte Landschaft mit ihren besonderen Geländeformen und Ablagerungen der letzten Eiszeit, die Artenvielfalt der verschiedenen Ökosysteme und das kulturelle Erbe der Samen zu erhalten und zu schützen. Der Park grenzt zudem an das Persfjorden-Syltefjorden Naturschutzgebiet und das Syltefjorddalen Naturreservat.

## Geografie, Landschaft und Geologie
Der Park liegt in einer arktischen Hochfjelllandschaft auf der Varangerhalbinsel, zwischen dem Syltefjord und dem Varangerfjord.
In Ost-West-Richtung verläuft ein niedriger Bergrücken, dessen höchster Berg, der Skipskjølen, mit 633 moh auch der höchste Berg des Nationalparks ist. Der Bergrücken ist die Wasserscheide der Region.
Das heutige Landschaftsbild wurde maßgeblich durch die Gletscherbewegungen der letzten Eiszeit geformt.

## Flora und Fauna
Im Park kommen sowohl typische arktische und ostsibirische Pflanzen vor, aber auch Pflanzen, die normalerweise wesentlich südlicher wachsen. Der junge Laubwald im Nationalpark ist einer der nördlichsten der Welt.
Die kalkreichen Böden im Norden des Varangerhalvøya begünstigen diesen Artenreichtum. Die seltenste Pflanze im Park ist die Crepis multicaulis, welche in Norwegen seit 1943 als ausgestorben galt und erst 2008 im Nationalpark wiederentdeckt wurde.
Da die Zone A des Nationalparks (in der Gemeinde Nesseby) durch ihre Seen, Moore, Sumpf- und Feuchtgebiete einen idealen Lebensraum für viele Wasservögel, darunter auch einige seltene und bedrohte Arten, bietet, kommt dem Gebiet ein großes wissenschaftliches Interesse zu.
Die gesamte Halbinsel ist auch ein wichtiger Lebensraum für den Polarfuchs. Das Logotier des Parks ist die Falkenraubmöwe.

## Kulturerbe
Im Nationalpark fand man Reste samischer Heiligtümer, Opferstätten und Jagdutensilien für die Rentierjagd, welche teilweise auf ein Alter von rund 4.500 Jahren datiert wurden.
Der wohl bedeutendste Fund ist eine aus Stein errichtete Rentierfalle in Form eines Kreises, die im 16. Jahrhundert gebaut wurde.

## Tourismus und Verwaltung
Da das Gebiet seit Jahrhunderten ein Weidegebiet samischer Rentiere ist, ist dies den Samen auch weiterhin gestattet.
Das Gebiet ist sowohl im Sommer als auch im Winter gut geeignet für verschiedene Outdoor-Aktivitäten wie Wandern, Radfahren oder auch Kanu und Kajak fahren. Die Flüsse und Seen im Park sind beliebte Angelgewässer, bei denen vor allem zu den jeweiligen Fangsaisonen der einzelnen Fischarten reger Andrang herrscht.